# 艾地苯醌
艾地苯醌（英語：Idebenone）是一种有机化合物，化学名：6-(10-羟基癸基)-2,3-二甲氧基-5-甲基-1,4-苯醌，分子式C19H30O5，是辅酶Q10的结构类似物，由武田藥品工業开发作为治疗阿茲海默症等認知疾病的药物使用。